# Goaldiggers de Toledo
Les Goaldiggers de Toledo sont une franchise professionnelle de hockey sur glace qui évolua dans la Ligue internationale de hockey.

## Historique
La franchise fut créée en 1974 à la suite de la vente des Hornets de Toledo et évolua dans la LIH jusqu'en 1986, remportant à quatre reprises la Coupe Turner. Après quatre saisons d'inactivité l'équipe fut vendue et déménagée à Kansas City (Missouri) en 1990, où elle reprit son tout premier nom, les Blades.

### Saisons en LIH
| Saison    | PJ | V  | D  | N  | Pts | Classement              | Séries éliminatoires                 | Entraîneur            |
| 1974-1975 | 76 | 34 | 38 | 4  | 72  | 3e place, division Sud  | Vainqueur de la Coupe Turner         | Ted Garvin            |
| --------- | -- | -- | -- | -- | --- | ----------------------- | ------------------------------------ | --------------------- |
| 1975-1976 | 78 | 27 | 37 | 14 | 68  | 3e place, division Sud  | Défaite en 1re ronde                 | Ted Garvin            |
| 1976-1977 | 78 | 40 | 31 | 7  | 87  | 1er place, division Sud | Défaite en finale de la Coupe Turner | Ted Garvin            |
| 1977-1978 | 80 | 34 | 28 | 18 | 86  | 2e place, division Sud  | Vainqueur de la Coupe Turner         | Ted Garvin            |
| 1978-1979 | 80 | 35 | 32 | 13 | 83  | 3e place, division Sud  | Défaite en 1re ronde                 | Ted Garvin            |
| 1979-1980 | 80 | 28 | 34 | 18 | 74  | 2e place, division Sud  | Défaite en 1re ronde                 | Gregg Pilling         |
| 1980-1981 | 82 | 26 | 47 | 9  | 61  | 4e place, division Est  | n/d                                  | Jim Sanko Bill Inglis |
| 1981-1982 | 82 | 53 | 25 | 4  | 111 | 1er rang LIH            | Vainqueur de la Coupe Turner         | Bill Inglis           |
| 1982-1983 | 82 | 51 | 21 | 10 | 113 | 1re place, division Est | Vainqueur de la Coupe Turner         | Bill Inglis           |
| 1983-1984 | 82 | 41 | 36 | 5  | 91  | 4e rang LIH             | Défaite en finale de la Coupe Turner | Bill Inglis           |
| 1984-1985 | 82 | 32 | 45 | 5  | 72  | 7e rang LIH             | n/d                                  | Tony Piroski          |
| 1985-1986 | 82 | 24 | 48 | 10 | 58  | 4e place, division Est  | n/d                                  | Pete Mahovlich        |

## Référence
1. ↑  (en) Stats des Goldiggers sur http://www.hockeydb.com.